# Ingrid Haralamow-Raimann
Ingrid Haralamow-Raimann (29 de junio de 1966) es una deportista suiza que compitió en piragüismo en la modalidad de aguas tranquilas.
Participó en los Juegos Olímpicos de Atlanta 1996, obteniendo una medalla de plata en la prueba de K4 500 m. Ganó una medalla de bronce en el Campeonato Europeo de Piragüismo de 1997, en la prueba de K1 200 m.

## Palmarés internacional
| Juegos Olímpicos   | Juegos Olímpicos         | Juegos Olímpicos  | Juegos Olímpicos |
| Año                | Lugar                    | Medalla           | Competición      |
| ------------------ | ------------------------ | ----------------- | ---------------- |
| 1996               | Atlanta (Estados Unidos) | Medalla de plata  | K4 500 m         |
| Campeonato Europeo |                          |                   |                  |
| Año                | Lugar                    | Medalla           | Competición      |
| 1997               | Plovdiv (Bulgaria)       | Medalla de bronce | K1 200 m         |